# Andrea Ávila
Andrea Verónica Ávila (Villa Carlos Paz, 4 de septiembre de 1970) es una exatleta argentina de la especialidad de longitud y de triple salto.

## Trayectoria
Disputó los Juegos Panamericanos de 1995 en Mar del Plata, Argentina en las especialidades de longitud y triple salto, obteniendo en la primera una medalla de plata y en la segunda de bronce. Compitió además en dos Juegos Olímpicos consecutivos, en 1996 y en 2000.
Ha participado en cuatro Campeonatos del Mundo de Atletismo, en 1993 en Pista Cubierta (fue finalista) y al aire libre en Alemania 1993, Suecia 1995 y Grecia 1997. Consiguió el récord sudamericano absoluto de triple salto en Perú y en pista cubierta en Canadá.
Ganó seis medallas en los Campeonatos Iberoamericanos de Brasil (1990), España (1992), Mar del Plata (1994), Portugal (1998) y Brasil (2000). También ha sido campeona Sudamericana en salto de longitud y triple salto en Perú (1993), Brasil (1995), Mar del Plata (1997) y formó parte del equipo argentino en los Juegos Suramericanos durante varios años. Obtuvo la medalla de oro en la edición de 1990 en Lima en la especialidad de longitud. En 1994 en Valencia ganó dos oros, uno en longitud y otro en triple salto. Por último ganó el oro en triple salto en Cuenca en 1998, y la plata en longitud en la misma edición. En el año 2000 recibió el Diploma al Mérito deportivo que otorga la Fundación Konex.

## Récords personales
| Año                 | Especialidad      | Marca       | Lugar         |
| ------------------- | ----------------- | ----------- | ------------- |
| 10 de abril de 1999 | Salto de longitud | 6.61        | Mar del Plata |
| 27 de mayo de 1995  | 100 metros vallas | 14.20       | Manaus        |
| 27 de mayo de 1995  | Salto de altura   | 1.76        | Manaus        |
| 23 de mayo de 1993  | Salto de longitud | 6.61        | Buenos Aires  |
| 3 de julio de 1993  | Triple salto      | 13.91       | Lima          |
| 28 de mayo de 1995  | Heptatlón         | 5290 puntos | Manaus        |

## Palmarés

### Campeonatos internacionales
| Título               | País      | Año  |
| -------------------- | --------- | ---- |
| Juegos Sudamericanos | Perú      | 1990 |
| Juegos Sudamericanos | Venezuela | 1994 |
| Juegos Sudamericanos | Venezuela | 1994 |
| Juegos Sudamericanos | Ecuador   | 1998 |

### Distinciones individuales
| Distinción                                 | Año  |
| ------------------------------------------ | ---- |
| Diploma al Mérito - Premio Konex: Deportes | 2000 |